# Financiamento climático em Moçambique

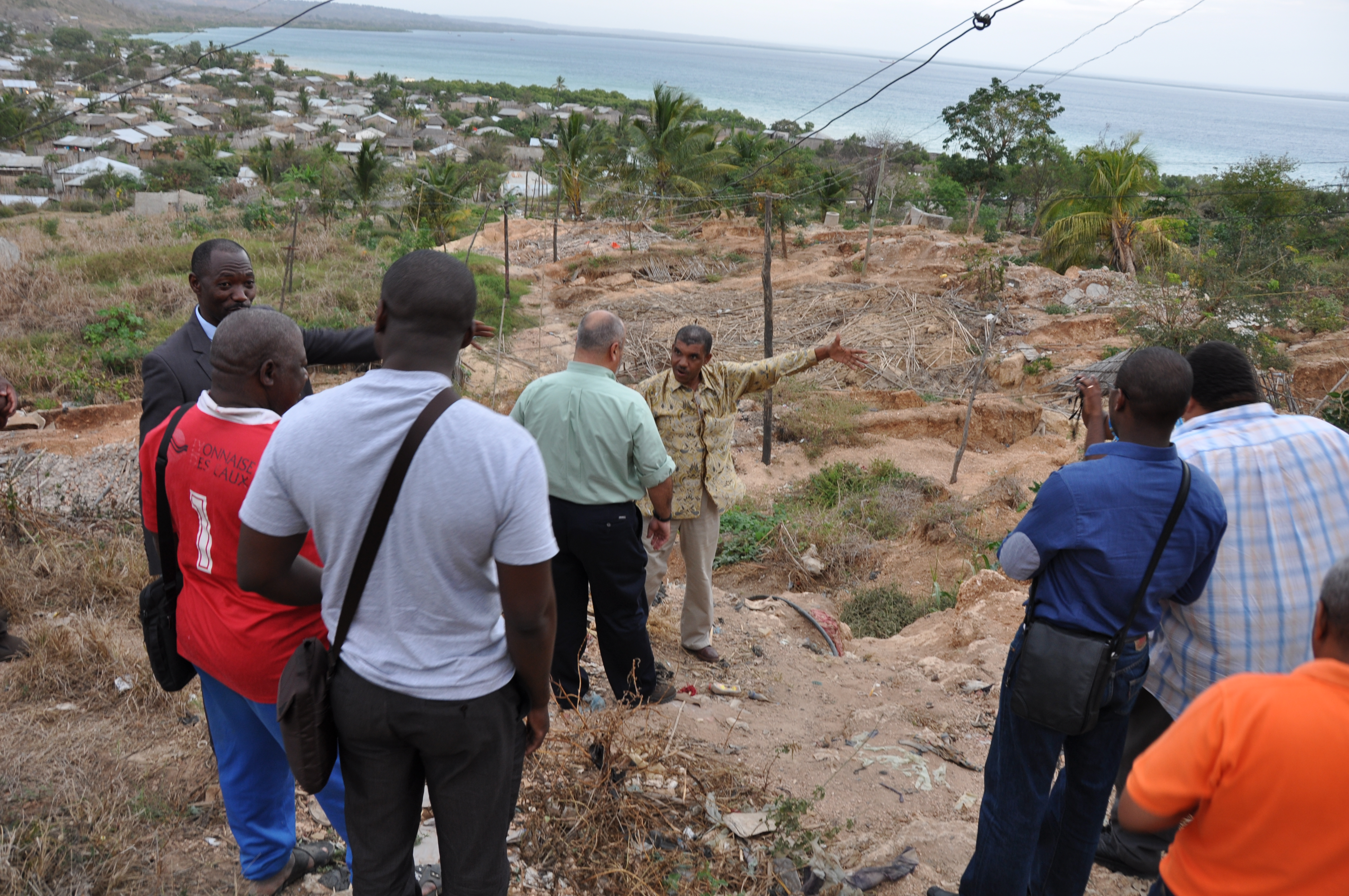
Lançamento do projecto do USAID de Adaptação da Cidade Costeira em Quelimane, 2014.

O financiamento climático em Moçambique consiste na mobilização de recursos financeiros nacionais e internacionais para apoiar acções de mitigação e adaptação às mudanças climáticas. Estes recursos também ajudam o país a cumprir as metas globais dos Objectivos de Desenvolvimento Sustentável (ODS) da ONU até 2030.
Devido à alta vulnerabilidade de Moçambique — frequentemente afectado por eventos climáticos extremos — os fundos climáticos são fundamentais, uma vez que fortalecem áreas fundamentais como a energia renovável, a agricultura sustentável, a conservação ambiental, assim como a construção de uma infraestrutura resiliente.
Apesar de alguns avanços, o acesso aos recursos ainda enfrenta desafios como a burocracia, a falta de transparência e a pouca participação das comunidades nas decisões.

## Contexto climático e vulnerabilidades

Áreas inundadas (a vermelho) causadas pelo ciclone Idai.

Moçambique é um país muito afectado pelas mudanças climáticas, sendo classificado como o quinto país considerado mais vulnerável nesse contexto, segundo o Índice de Vulnerabilidade às Mudanças Climáticas. Entre outros fatores, o clima e a localização geográfica do país tornam-no susceptível a eventos climáticos extremos, como ciclones, inundações e secas. Nos últimos 40 anos, o país foi atingido por cerca de 21 ciclones, afectando principalmente os distritos costeiros.
Em 2019, dois ciclones, o Ciclone Idai e o Ciclone Kenneth, atingiram Moçambique com um mês de diferença um do outro, causando centenas de fatalidades e milhões de pessoas afectadas. O Ciclone Idai, que atingiu o país em março, causou mais de 600 mortes e afectou aproximadamente 2,5 milhões de pessoas, destruindo cerca de 224 mil casas e danificando 715 mil hectares de plantações. Seis semanas depois, o Ciclone Kenneth atingiu a província de Cabo Delgado, com ventos de até 225 km/h, sendo o primeiro ciclone de grande intensidade registado no norte do país. O Kenneth causou inundações severas, deixando 200 mil residentes em Pemba sob risco de enchentes. Ciclones e tempestades tropicais continuam frequentes no país, causando ventos e enchentes devastadoras.
Outro factor de vulnerabilidade revela-se na dependência da economia moçambicana da exploração de recursos naturais, com cerca de 80% da população dependente da agricultura e da pesca para o seu sustento. Ambas as áreas apresentam baixa produtividade e são altamente sensíveis a variações climáticas, comprometendo a segurança alimentar e económica da população.
Cerca de 6,5% da população moçambicana vive a menos de 5 metros acima do nível do mar, em zonas sujeitas a inundações e erosão. A intrusão salina afecta o abastecimento de água doce e reduz a produtividade agrícola nas áreas costeiras, com perdas significativas de rendimento de culturas e renda anual para as comunidades rurais.
Por conta das frequentes tragédias climáticas, a infraestrutura do país é constantemente afectada e demanda grandes investimentos governamentais para a reconstrução, o que muitas vezes não é alcançado. Do mesmo modo, a "falta de investimentos para melhorar a infraestrutura urbana, o planeamento do uso do solo e a habitação criou novos riscos climáticos para as cidades, (...) deixando um número crescente de pessoas expostas e vulneráveis aos riscos relacionados ao clima."
Após ciclones e inundações, há surtos de cólera, malária e outras doenças transmitidas por água e vectores. Em áreas severamente danificadas pelo Ciclone Idai, a prevalência de malária chegou a 44,2% em domicílios afectados, contra 22,1% em áreas não danificadas.
Segundo uma avaliação conduzida pelo Ministério da Saúde de Moçambique, em parceria com a Organização Mundial da Saúde (OMS) e o Painel Intergovernamental sobre Mudanças Climáticas (IPCC), foi desenvolvido um Índice de Vulnerabilidade em Saúde (IVS) para os distritos do país. Esse índice considera factores como exposição a riscos climáticos, sensibilidade das populações e capacidade de adaptação. Os resultados indicaram que apenas 11 dos 125 distritos possuem alta ou muito alta capacidade adaptativa, enquanto os demais apresentam capacidades médias, baixas ou muito baixas. As regiões central e norte do país demonstraram maior vulnerabilidade, devido à pobreza, infraestrutura precária e acesso limitado a serviços de saúde.
Ademais, convém sublinhar que as províncias setentrionais do país se acham dilaceradas por um conflito civil que perdura desde outubro de 2017, quando células islamistas nativas, posteriormente filiadas ao autoproclamado “Estado Islâmico na África Central”, inauguraram uma série de incursões violentas contra civis e infraestruturas energéticas na Província de Cabo Delgado. Estes insurgentes, designados localmente por al‑Shabaab, perpetraram em Março de 2021 o infame Massacre de Palma – ofensiva que ceifou mais de 1.190 vidas, incluindo trabalhadores estrangeiros de diversos empreendimentos, como os vinculados à TotalEnergies. Tal instabilidade conduziu a TotalEnergies a suspender o seu projecto de GNL em Cabo Delgado, invocando força maior em abril de 2021, e faz com que qualquer aporte de capitais, inclusive no domínio fotovoltaico, seja de risco altíssimo.

## Financiamento público
Diversas agências públicas de Moçambique desempenham papéis importantes ao coordenar políticas, mobilizar recursos e implementar projectos de mitigação. O Gabinete do Financiamento Climático (GFC), uma unidade criada pelo Ministério da Economia e Finanças de Moçambique (MEF) é o principal órgão responsável por aplicar o financiamento climático no país. Dirigido por Albano Manjate, as principais funções do GFC incluem o desenvolvimento de estratégias nacionais de financiamento climático, a promoção da integração de considerações climáticas nos instrumentos de planificação e orçamentação do governo, apoio à mobilização de recursos de fundos climáticos internacionais e fontes inovadoras de financiamento e o desenvolvimento de uma base de dados do orçamento de carbono do país e apoiar o governo na participação em mercados de carbono.
Além do gabinete especializado, o Ministério da Agricultura, Ambiente e Pescas de Moçambique (MAAP) lidera projectos voltados para a resiliência climática e a protecção social adaptativa, especialmente em comunidades rurais.
O Banco Nacional de Investimento (BNI) actua como banco de desenvolvimento e estruturador financeiro de projectos sustentáveis para infraestrutura, com foco nas energias renováveis.

## Financiamento privado
A Climate Fund Managers foi nomeada para gerir o Regional Transmission Infrastructure Financing Facility (RTIFF), um fundo de 1,3 bilhões de dólares estabelecido pelo Southern African Power Pool (SAPP) e pela Comunidade de Desenvolvimento da África Austral (SADC). O objectivo do fundo é financiar projectos de infraestrutura de transmissão de energia de alta tensão, promovendo a integração energética regional e facilitando a adopção de fontes renováveis.
A gestora de investimentos de impacto, Acre Impact Capital, arrecadou quase 100 milhões de dólares com outras empresas para financiar projectos de infraestrutura alinhados ao clima na África, incluindo Moçambique. O fundo visa preencher lacunas de financiamento em projectos de energia renovável, agricultura, saúde, alimentação e água.
Proparco é uma instituição financeira de desenvolvimento parcialmente detida pela Agência Francesa de Desenvolvimento (AFD) e por accionistas privados, incluindo bancos e empresas francesas, ela promove investimentos privados em países em desenvolvimento para alcançar os ODS. A Proparco financiou a construção da Central Solar de Metoro, um projecto de US$ 56 milhões em parceria com a Electricidade de Moçambique (EDM) e a empresa francesa Neoen.
No sector florestal, a Blue Forest, empresa privada sediada nos Emirados Árabes Unidos, anunciou um dos maiores projectos de restauração de manguezais da África, denominado MozBlue, em parceria com o governo de Moçambique. Este projecto visa restaurar e conservar 155.000 hectares de manguezais nas províncias de Zambézia e Sofala, com o objectivo de plantar aproximadamente 200 milhões de árvores ao longo de 60 anos. Espera-se que essa iniciativa sequestre cerca de 20 milhões de toneladas de CO₂ e gere aproximadamente 5.000 empregos locais. O projecto tinha previsão de iniciar suas actividades de plantio em Novembro de 2024.

## Cooperação internacional e financiamento externo
Uma das grandes agências internacionais que investe no financiamento climático de Moçambique é o Banco Mundial, por meio da Associação Internacional de Desenvolvimento (AID). O Programa de Gestão de Riscos de Desastres e Resiliência de Moçambique, aprovado em março de 2019, recebeu um financiamento total de 132,27 milhões de dólares. Desse montante, 90 milhões foram concedidos pela AID, 6 milhões pelo Mecanismo Global de Financiamento de Riscos (GRiF) e 36,27 milhões como contrapartida do governo moçambicano.
O Fundo Global para o Meio Ambiente (EGF) tem apoiado Moçambique com financiamentos para projectos que contribuem diretamente para a conservação da biodiversidade e ações climáticas. A carteira de financiamento do EGF já financiou mais de 1.000 projectos relacionados ao clima no mundo, com compromissos superiores a 6 bilhões de dólares, complementados por cerca de 47 bilhões em cofinanciamento. Cerca de 25% dos recursos do EGF-7 (o sétimo ciclo de reposição) foram alocados a iniciativas com co-benefícios para clima e biodiversidade, refletindo a prioridade crescente de soluções integradas.
Financiada pelo Ministério Federal da Cooperação Econômica e do Desenvolvimento da Alemanha (BMZ), a Iniciativa Internacional de Proteção ao Clima (IKI), apoia projectos de adaptação e mitigação às mudanças climáticas em Moçambique. A IKI também apoia o Fundo de Lacunas de Financiamento Climático Urbano (Gap Fund), que auxilia cidades de países de baixo e médio rendimento, como Moçambique, fornecendo aconselhamento técnico nas fases iniciais do desenvolvimento de infraestrutura sustentável.
A ONU, por meio de suas agências especializadas, também tem apoiado Moçambique na implementação de ações climáticas. A Parceria para a Implementação das Contribuições Nacionalmente Determinadas (NDC) é um exemplo de colaboração, com apoio do Banco Mundial e da cooperação portuguesa através do Instituto Camões, visando fortalecer a implementação das NDCs no país.
A Agência dos Estados Unidos para o Desenvolvimento Internacional (USAID) desempenha um papel significativo no financiamento climático em Moçambique, apoiando diversas iniciativas que visam fortalecer a resiliência climática, promover práticas agrícolas sustentáveis e facilitar o acesso ao mercado de carbono.
O Climate Investment Funds (CIF) é um mecanismo multilateral de financiamento climático que apoia países em desenvolvimento na implementação de estratégias de mitigação e adaptação às mudanças climáticas. Em Moçambique, o CIF actua por meio do seu programa principal: o Programa Piloto para Resiliência Climática (PPCR); e projectos mais abrangentes, como o investimento na Bacia do Rio Zambeze, que tem como objetivo restaurar ecossistemas, promover o manejo sustentável de florestas e melhorar os meios de subsistência das comunidades locais.

## Principais setores beneficiados

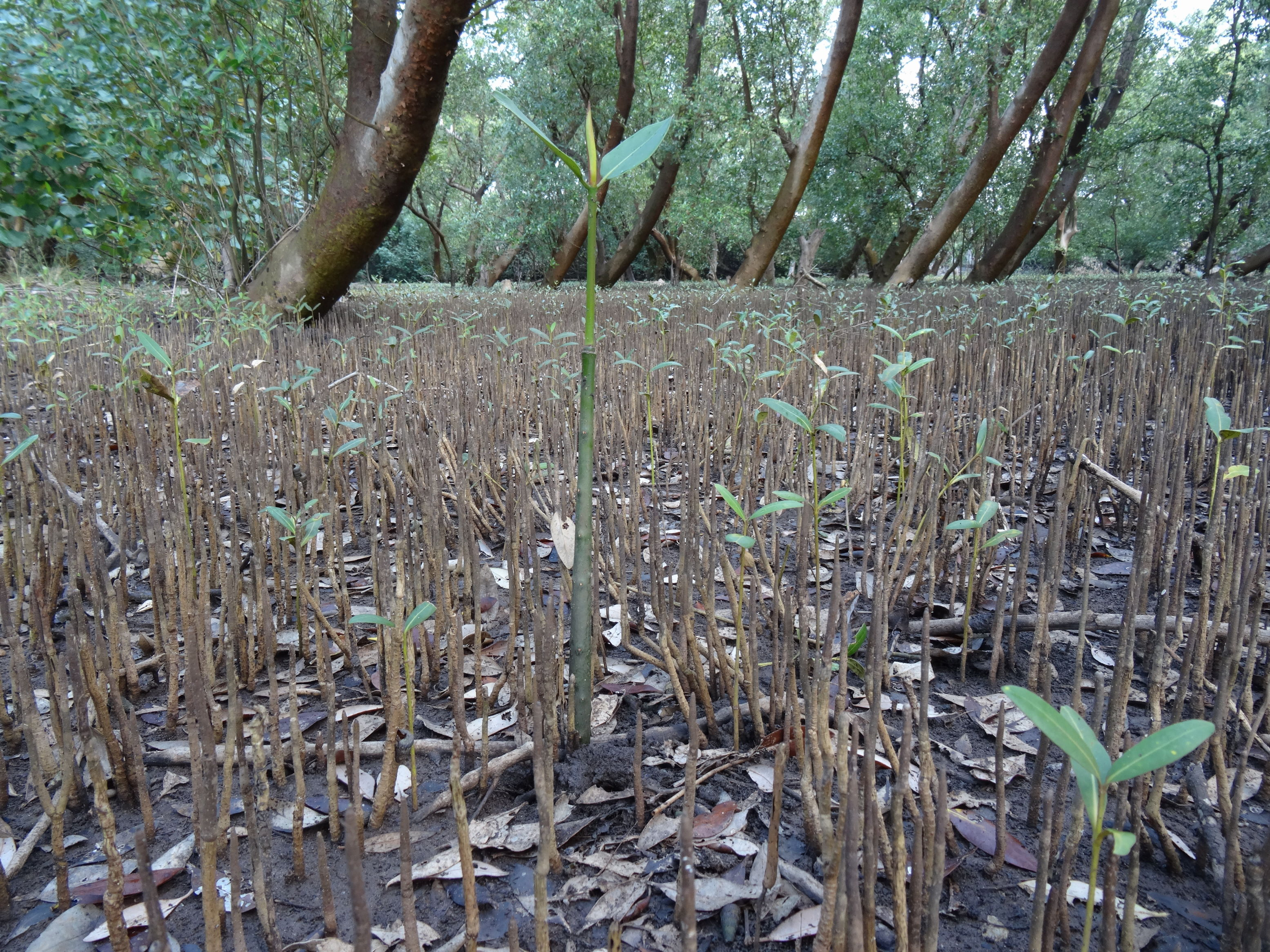
Manguezal, bacia do Rio Limpopo

O financiamento climático tem beneficiado Moçambique em diversos setores estratégicos, com foco na adaptação às mudanças climáticas, redução de emissões e fortalecimento das comunidades.
O setor agrário é um dos mais beneficiados, especialmente por meio de investimentos em práticas agrícolas resilientes ao clima. O Fundo Africano de Desenvolvimento aprovou um financiamento de 20 milhões de dólares para melhorar o ambiente de negócios e atrair investimentos na agricultura inteligente para o clima, visando o desenvolvimento de indústrias agrícolas e a criação de empregos, incluindo para mulheres e jovens.
Com cerca de 43% do território coberto por florestas, Moçambique tem recebido apoio financeiro baseado em resultados para conservar seus recursos florestais. O país poderá receber até 50 milhões de dólares do Fundo de Carbono da Parceria para o Carbono Florestal (FCPF) por reduções verificadas de emissões provenientes do desmatamento e degradação florestal. Além disso, o país também recebe invesimentos do projecto MozBlue para restauração de zonas florestais.
O programa Local Climate Adaptive Living Facility (LoCAL), liderado pelo Fundo das Nações Unidas para o Desenvolvimento de Capital (UNCDF), canalizou mais de US$ 25 milhões para governos locais em Moçambique. As iniciativas incluem sistemas de abastecimento de água, escolas resistentes e apoio a meios de subsistência agrícolas.
O Fundo Verde para o Clima (GCF) aprovou um projecto de 28,2 milhões de dólares para fortalecer a resiliência climática por meio da integração da adaptação às mudanças climáticas com programas de proteção social. Implementado pela Save the Children, o projecto visa beneficiar diretamente mais de 400 mil pessoas, promovendo segurança alimentar, geração de empregos locais e empoderamento de mulheres e jovens.
O projecto SAP042 busca integrar a adaptação climática ao planejamento e orçamento distrital, promovendo ações lideradas localmente e melhorando a coordenação e monitoramento das iniciativas de adaptação.

## Impactos e resultados
Alguns projectos concluidos incluem as centrais de energia solar de Mocuba e Metoro. A central solar de Mocuba, inaugurada em agosto de 2019, foi financiada através de uma parceria entre o Governo de Moçambique, a estatal norueguesa Norfund e investidores privados. A construção da usina Mocuba supriu parte da demanda da rede nacional, principalmente no centro do país, reduziu significativamente a dependência de combustíveis fósseis, criou empregos locais (cerca de 1.200 durante a construção) e ajudou na estabilização da oferta de energia em regiões frequentemente afectadas por apagões. Já a central solar de Metoro, em Cabo Delgado, inaugurada em abril de 2022 teve investimentos da Agência Francesa de Desenvolvimento e do Governo moçambicano. A central é composta por 121.500 painéis solares e injecta energia na Rede Elétrica da EDM, aumentando a disponibilidade de eletricidade nas províncias de Cabo Delgado e Nampula.
No setor de infraestruturas, o projecto LoCAL também já apresenta resultados, com cerca de 100 infraestruturas adaptativas já construídas em 54 distritos, beneficiando aproximadamente 3 milhões de pessoas.
O programa REDD+ (Redução de Emissões por Desmatamento e Degradação Florestal) em Moçambique, o projecto visava mitigar o desmatamento e promover o uso sustentável das florestas com foco na província da Zambézia, recebeu apoio do Fundo de Parceria para o Carbono Florestal (FCPF) do Banco Mundial. Em 2021, Moçambique foi pago por reduzir 1,28 milhão de toneladas de CO₂, recebendo cerca de US$ 6,4 milhões como parte do pagamento por resultados verificáveis.

## Críticas e controvérsias
Há uma preocupação crescente quanto à transparência na gestão dos fundos climáticos e à execução dos projectos em Moçambique. O Centro de Integridade Pública (CIP) alerta que os processos de tomada de decisão em iniciativas de crédito de carbono carecem de clareza, dificultando o acompanhamento público e comprometendo a responsabilização dos responsáveis. Segundo o mesmo relatório, apenas cerca de 3% dos benefícios previstos chegam às comunidades locais, embora se preveja significativo potencial de conservação e geração de receitas.
Outro ponto de crítica, levantado pela Oxfam, é que grande parte do financiamento climático destinado ao país ocorre na forma de empréstimos, e não de doações, o que aumenta o endividamento nacional, sobretudo nos países mais vulneráveis.
Além disso, o U4 Anti-Corruption Resource Centre identifica riscos de integridade no mercado de carbono moçambicano — incluindo fraude, corrupção, manipulação de dados e captura pelas elites — e denuncia a imposição de restrições severas ao uso tradicional da terra, bem como a exclusão das comunidades locais dos processos de decisão. Em diversos casos, essas iniciativas impõem restrições severas ao uso da terra ou levam mesmo à remoção de comunidades de áreas tradicionais, configurando um fenómeno conhecido como apropriação verde —a posse de terras sob pretexto ambiental.
Segundo reportagem da Integrity Magazine, residentes de Metoro criticam a AFD pela construção da central de Metoro, orçada em 56 milhões de dólares e financiada em 75% a crédito pela AFD, elevando o endividamento nacional ao impor 40 milhões em passivo, enquanto as comunidades locais receberam compensações ínfimas pelas suas fazendas desapropriadas, sem processos de decisão claros.

## Perspectivas futuras
As perspectivas futuras do financiamento climático em Moçambique são moldadas por uma combinação de necessidades urgentes, compromissos estratégicos e desafios estruturais. O país busca consolidar uma abordagem mais coordenada e eficaz para mobilizar recursos que sustentem a sua transição para uma economia resiliente e de baixo carbono.
O governo moçambicano estima que serão necessários cerca de 300 bilhões de euros para implementar os cinco pilares prioritários da Estratégia Nacional de Desenvolvimento (ENDE) 2025-2044. Dentre esses pilares, destaca-se o de Sustentabilidade Ambiental, Mudanças Climáticas e Economia Circular, que requer aproximadamente 48,3 bilhões de euros em investimentos. Além disso, o Banco Mundial aponta que Moçambique precisa investir cerca de um terço do seu PIB até 2030 para se tornar resiliente às mudanças climáticas, especialmente diante de projeções que indicam um aumento de eventos climáticos extremos e seus impactos socioeconómicos.
Moçambique tem se posicionado ativamente em fóruns internacionais, como a COP29, onde apelou por maior apoio internacional para financiar projectos que garantam resiliência climática e protejam as comunidades mais afetadas. Essas medidas incluem o reforço de infraestruturas, a proteção de áreas costeiras e o fortalecimento da agricultura sustentável. Especialistas destacam que o país possui um enorme potencial para captar financiamento climático, mas alertam para a necessidade de maior transparência e "apresentação de Contribuições Nacionalmente Determinadas (NDCs) claras e ambiciosas", fundamentais para atrair recursos internacionais.
Apesar dos avanços, Moçambique enfrenta desafios significativos, como procedimentos complexos e burocráticos para acesso a fundos climáticos internacionais, o que pode atrasar a implementação de projectos. Além disso, o governo moçambicano afirma que o financiamento climático mobilizado ainda é insuficiente para satisfazer as necessidades do país. Para superar estes obstáculos, economistas e financiadores do Banco Mundial alegam ser essencial fortalecer as instituições nacionais, promover reformas no processo de planificação e orçamentação, e criar sinergias entre parceiros e o governo para melhor alcance das metas dos programas nacionais de resposta às mudanças climáticas.